# Livre de chœur

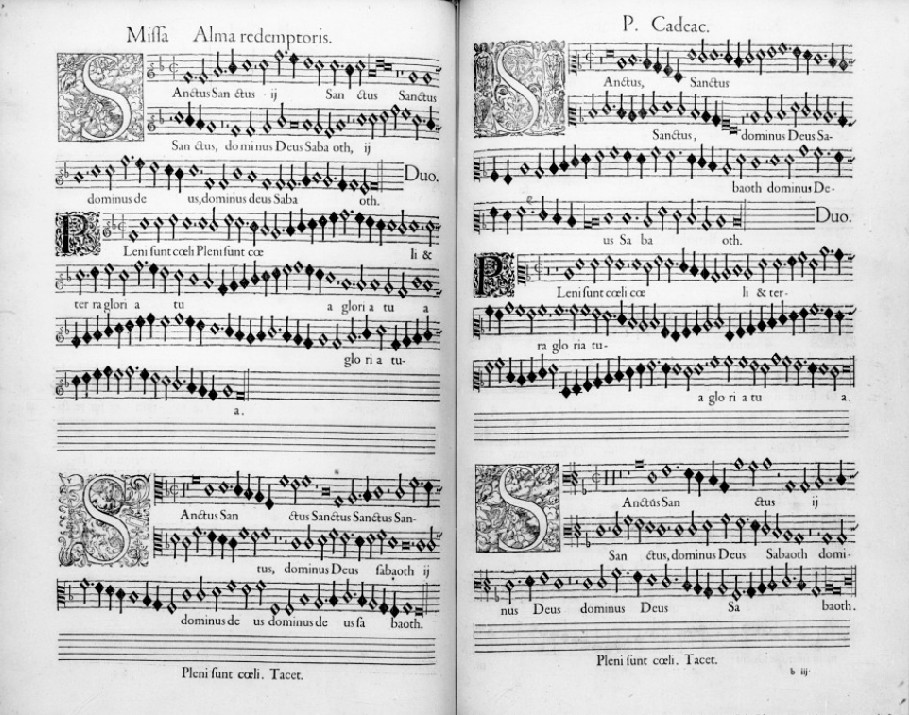
Un livre de chœur imprimé (Paris, 1556). La messe polyphonique Alma Redemptoris Mater, de Pierre Cadéac

Un livre de chœur est un livre de musique de grandes dimensions (format in-folio ou in-plano), destiné à être posé sur un lutrin et lu par des chantres ou des musiciens disposés devant lui.
Il existe d'autres dispositions pour noter la musique : elle peut être notée en parties séparées (Stimmbuch, partbook), en partition (où toutes les voix sont superposées), en partitura (avec une portée pour chaque main) ou encore en tablature (en donnant les doigtés de l'instrument utilisé).

## Disposition et fabrication
Lorsqu'il contient de la musique polyphonique, toutes les voix sont disposées côte à côte (superius et tenor à gauche, altus et bassus à droite, en général). Cette disposition génère une contrainte particulière quand une pièce est notée sur plusieurs pages : au moment de tourner la page, les voix doivent arriver en même temps en fin de page (ceci demande un soin particulier au copiste ou à l'imprimeur).
Le livre de chœur peut être manuscrit, ou imprimé (dans ce cas il utilise des caractères de musique de grand corps : la portée est haute de 2 à 3 cm pour pouvoir être lue de loin). Il peut aussi être réalisé au pochoir (aux XVIIe et XVIIIe siècles surtout), procédé moins cher que la typographie si l'on n'a que peu d'exemplaires à fabriquer.

## Usage

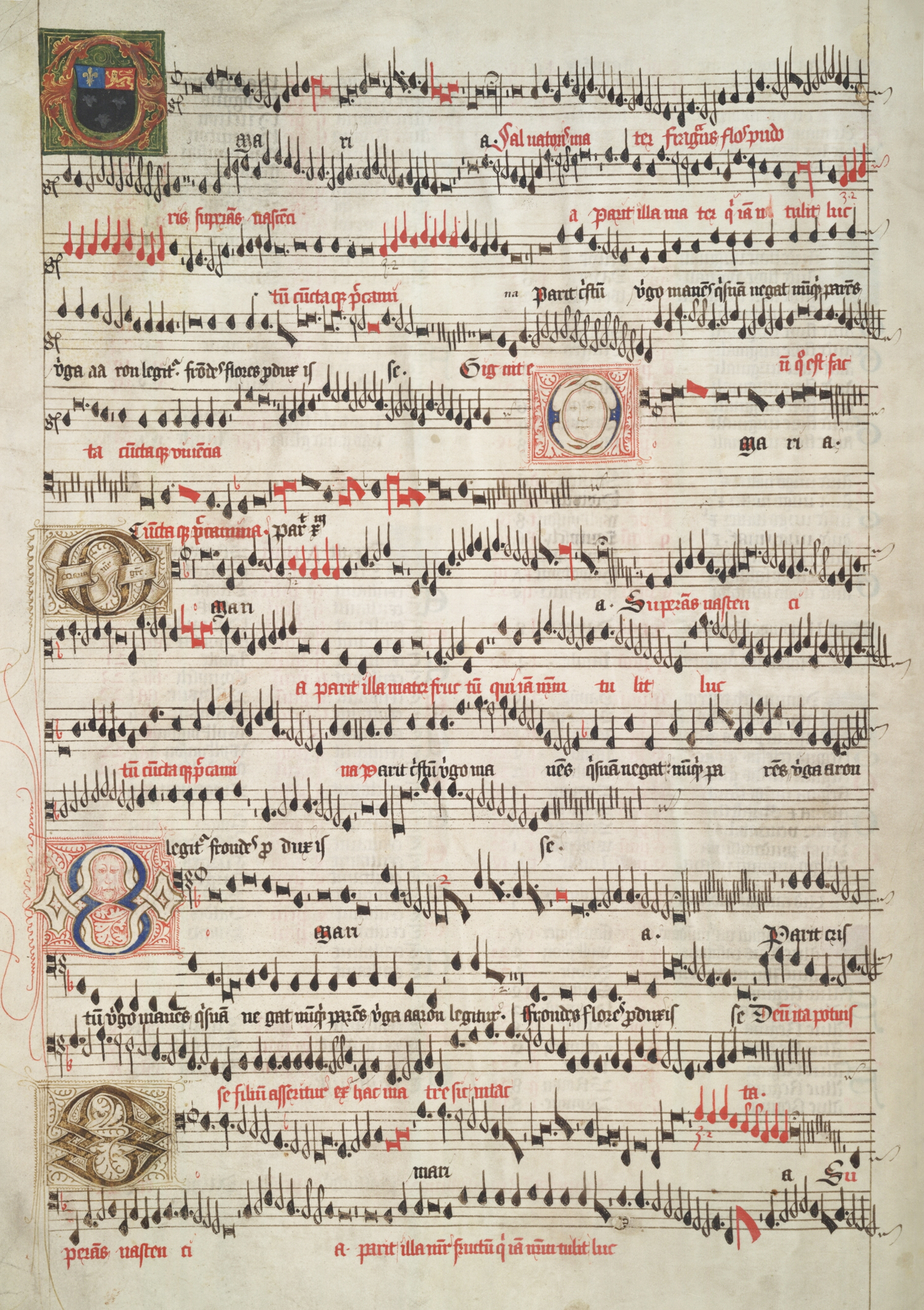
Un livre de chœur manuscrit : le Eton Choirbook (Eton, vers 1500-1505)

Les plus anciens livres de chœur sont médiévaux. Pour la musique polyphonique on en publiait encore au XVIIIe siècle, pour la musique liturgique jusqu'au XIXe siècle.
Au XVIe siècle on a imprimé des livres de chœur de format réduit (in-seize ou in-octavo), essentiellement pour les psaumes protestants ou les chansons spirituelles. Sauf erreur, le premier exemple date de 1548 (Chansons spirituelles de Didier Lupi Second).